# Dot pitch
El dot pitch o pixel pitch ( de los píxeles) entre otros nombres cómo: line pitch, stripe pitch, phosfor pitch.., es una característica de un monitor que describe la distancia entre los puntos de fósforo o entre las cejas LCD del mismo color de píxeles adyacentes. Así pues, el dot pitch es una medida del tamaño de la terna de puntos de color que forman un pixel, más la eventual distancia entre ternas adyacentes. Se mide generalmente en milímetros.

## Descripción
El dot pitch se utiliza para poder dar una idea de la definición de una pantalla. Un dot pitch más pequeño implica normalmente una imagen más nítida, ya qué significa que contiene un número más grande de puntos en un área dada .
Tradicionalmente, el dot pitch se mide a lo largo de la diagonal del monitor, para poder tener una estimación lo más realista posible. A partir de la mitad de los años noventa, algunas marcas han introducido un dot pitch horizontal que dan unas cifras más bajas que las medidas en el modo tradicional, con el resultado de que el cliente puede quedar engañado, puesto que medido de este modo un monitor económico y de baja calidad puede mostrar un dot pitch bajo.
La diferencia exacta entre un dot pitch horizontal y uno de diagonal cambia a según la geometría del monitor. Como línea general, un monitor económico típico tiene un dot pitch de 0,28 mm (diagonal) o bien de 0,24/0,25 mm (horizontal).

## Medidas de dot Pitch más corrientes
| Formatos de pantalla | Megapixels | Tamaño Pantalla | Pixel pitch | Píxeles por pulgada |
| -------------------- | ---------- | --------------- | ----------- | ------------------- |
| 1024×768 (XGA)       | 0,78       | 15              | 0,297 mm    | 85,5                |
| 1280×768 (WXGA)      | 0,98       | 15,4            | 0,262       | 96,9                |
| 1280×800 (WXGA)      | 1,01       | 15,4            | 0,259       | 98,0                |
| 1280×800 (WXGA)      | 1,01       | 17              | 0,286       | 88,8                |
| 1280×1024 (SXGA)     | 1,31       | 17              | 0,264       | 96,2                |
| 1280×1024 (SXGA)     | 1,31       | 18,1            | 0,280       | 90,7                |
| 1280×1024 (SXGA)     | 1,31       | 19              | 0,294       | 86,3                |
| 1440×900 (WXGA+)     | 1,29       | 15,4            | 0,230       | 110,4               |
| 1440×900 (WXGA+)     | 1,29       | 17              | 0,254       | 100,0               |
| 1440×900 (WXGA+)     | 1,29       | 19              | 0,285       | 89,1                |
| 1400×1050 (SXGA+)    | 1,51       | 15              | 0,214       | 118,6               |
| 1400×1050 (SXGA+)    | 1,51       | 20,1            | 0,292       | 87,0                |
| 1680×1050 (WSXGA+)   | 1,76       | 15,4            | 0,197       | 128,9               |
| 1680×1050 (WSXGA+)   | 1,76       | 17              | 0,218       | 116,5               |
| 1680×1050 (WSXGA+)   | 1,76       | 19              | 0,244       | 104,0               |
| 1680×1050 (WSXGA+)   | 1,76       | 20,1            | 0,258       | 98,4                |
| 1680×1050 (WSXGA+)   | 1,76       | 21              | 0,269       | 94,4                |
| 1680×1050 (WSXGA+)   | 1,76       | 22              | 0,282       | 90,0                |
| 1600×1200 (UXGA)     | 1,92       | 15              | 0,191       | 132,9               |
| 1600×1200 (UXGA)     | 1,92       | 20,1            | 0,255       | 99,6                |
| 1600×1200 (UXGA)     | 1,92       | 21,3            | 0,270       | 94,0                |
| 1920×1200 (WUXGA)    | 2,30       | 15,4            | 0,173       | 146,8               |
| 1920×1200 (WUXGA)    | 2,30       | 17              | 0,191       | 132,9               |
| 1920×1200 (WUXGA)    | 2,30       | 23              | 0,258       | 98,4                |
| 1920×1200 (WUXGA)    | 2,30       | 24              | 0,270       | 94,0                |
| 1920×1200 (WUXGA)    | 2,30       | 25,5            | 0,287       | 88,5                |
| 1920×1200 (WUXGA)    | 2,30       | 27              | 0,303       | 83,8                |
| 2560×1440 (WQXGA)    | 3,68       | 27              | 0,233       | 108,8               |
| 2560×1600 (WQXGA)    | 4,09       | 30              | 0,250       | 101,6               |
| 3840×2400 (WQUXGA)   | 9,21       | 22,2            | 0,125       | 203,2               |

Las medidas en negrita indican uso principal en laptops.